# Jiří Malenovský
Jiří Malenovský (* 15. Juli 1950 in Kroměříž, Tschechoslowakei) ist ein tschechischer Jurist und ehemaliger Richter am Europäischen Gerichtshof.

## Leben und Wirken
Malenovský studierte Rechtswissenschaften an der Karls-Universität in Prag, wo er 1975 mit dem kleinen Doktorgrad seinen Studienabschluss machte. Anschließend war er als Dozent, später als Professor an der Masaryk-Universität in Brünn tätig. Von 1990 bis 1992 war er Leiter der Fakultät für Internationales Recht und Europarecht der Brünner Universität. 1992 wurde er Richter am tschechoslowakischen Verfassungsgericht. Nach der Auflösung der Tschechoslowakei wurde Malenovský 1993 tschechischer Botschafter beim Europarat. 1998 kehrte er nach Tschechien zurück und wurde Generaldirektor im tschechischen Außenministerium. Von 2000 bis 2004 war er wiederum Richter am Verfassungsgericht der Tschechischen Republik. Gleichzeitig wurde er Mitglied am Ständigen Schiedshof in Den Haag. 2001 wurde er ordentlicher Professor für Völkerrecht an der Masaryk-Universität in Brünn. Von 2004 bis 2020 war Malenovský Richter am Europäischen Gerichtshof. Sein Nachfolger am Europäischen Gerichtshof wurde Jan Passer.